# Robert M. La Follette
Robert Marion La Follette Sr. (14 de junio de 1855 - 18 de junio de 1925) fue un abogado y político estadounidense. Representó a Wisconsin en ambas cámaras del Congreso y fue gobernador del estado. Republicano durante la mayor parte de su carrera política, se postuló para el cargo de presidente en el Partido Progresista en las elecciones presidenciales de 1924. El historiador John D. Buenker describe a La Follette como «la figura más celebrada de la historia de Wisconsin».

## Biografía

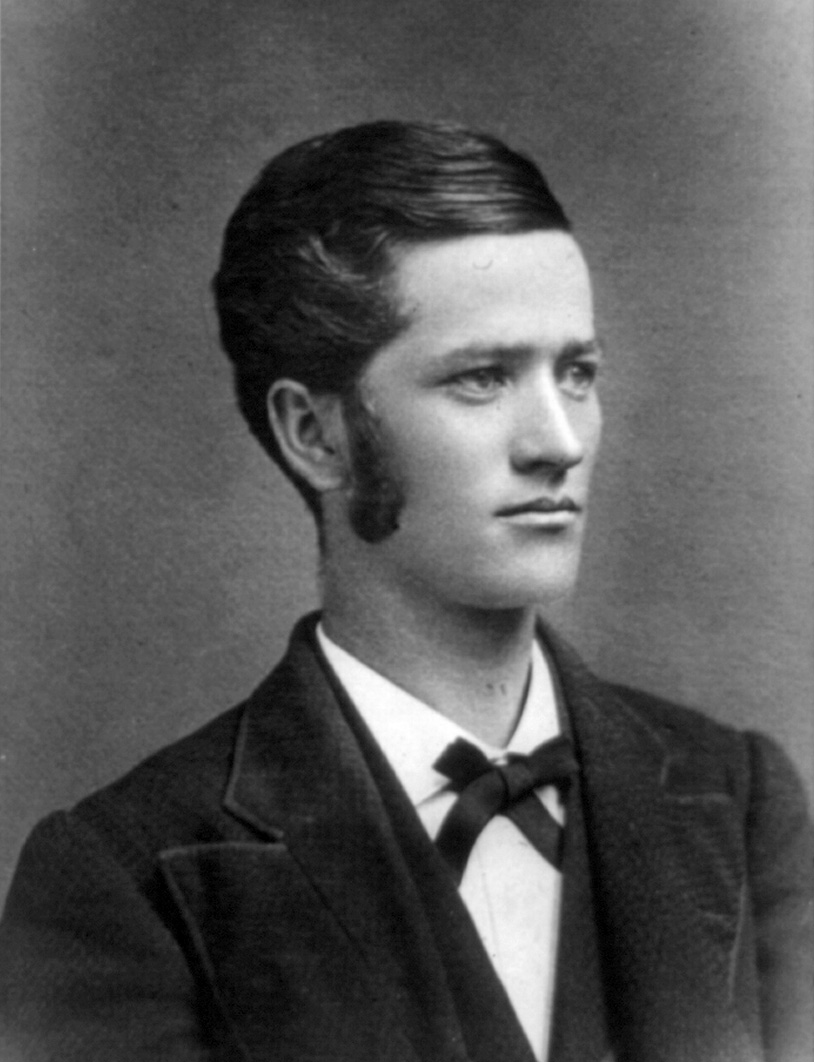
Foto de Robert La Follette en la universidad, 1879

Robert La Follette nació en Primrose, Wisconsin, el 14 de junio de 1855. Su padre Josiah era de origen hugonote francés, y su madre Mary era de origen escocés. Su padre falleció antes del primer cumpleaños de Robert, en 1862, Mary se casó con John Saxton, un rico comerciante de setenta años. La mala relación entre Robert y su padrastro hizo difícil su niñez. Su madre era demócrata, pero al igual que la mayoría de sus vecinos, Robert se unió al Partido Republicano.
En 1875, La Follette se matriculó en la Universidad de Wisconsin-Madison en 1875 y se graduó en 1879. Durante su periodo en la universidad, se convirtió en vegetariano.
El 31 de diciembre de 1881 se casó con Belle Case. Belle Case La Follette se convirtió en una líder del movimiento feminista, una promotora del sufragio para mujeres, y una influencia importante en las ideas de La Follette.

## Carrera política
La Follette fue admitido en la abogacía en 1880. El mismo año, fue elegido fiscal de distrito para el Condado de Dane, Wisconsin. En 1884, fue elegido a la Cámara de Representantes como el miembro más joven del 49o Congreso. Sus opiniones eran similares a los de otros republicanos norteños; apoyaba las tarifas altas y desarrolló una relación estrecha con William McKinley. Sin embargo, ocasionalmente se apartaba de los deseos de los jefes del partido, por ejemplo cuando votó a favor de la Ley de Comercio Interestatal de 1887 y la Ley Sherman Antitrust de 1890. Denunciaba la discriminación racial en el Sur de Estados Unidos y estaba a favor de la Ley Lodge, la que habría provisto protecciones federales contra la pérdida del derecho de votar por los afroestadounidenses del Sur.
En 1890, La Follette perdió su escaño. Después de la elección, volvió a ejercer derecho en Madison.
Según su autobiografía, La Follette experimentó una epifanía cuando el senador Philetus Sawyer intentó sobornarlo en 1891. Sus acusaciones públicas del soborno instaron una ruptura entre él y muchos miembros de su partido, pero continuó apoyando a candidatos republicanos. Además, apoyó a McKinley durante las elecciones de 1896. En lugar de jubilarse de la política, La Follette empezó a construir una coalición de republicanos insatisfechos. 
Desde 1894, la coalición de La Follette se concentró en ganar el cargo de gobernador de Wisconsin. Su coalición apoyó Nils P. Haugen en 1894, pero lo derrotó William H. Upham. La Follette se postuló para el cargo de gobernador en 1896, pero perdió. En 1897, La Follette empezó a apoyar el reemplazo de los caucus y las convenciones de partido con las elecciones primarias, las que permitirían a los votantes a elegir directamente sus candidatos. También denunció el poder de las corporaciones, alegando que habían tomado el control del Partido republicano. Estas opiniones progresistas se habían vuelto más populares tras el Pánico de 1893, una depresión económica que hizo que muchos revaluaran sus opiniones políticas.
La Follette se postuló nuevamente para ser gobernador en 1898, pero volvió a ser derrotado. En 1900, La Follette ganó la primaria republicana para gobernador, y entonces derrotó a su oponente demócrata en la elección general. Ganó 60 por ciento de los votos.

## Gobernador de Wisconsin

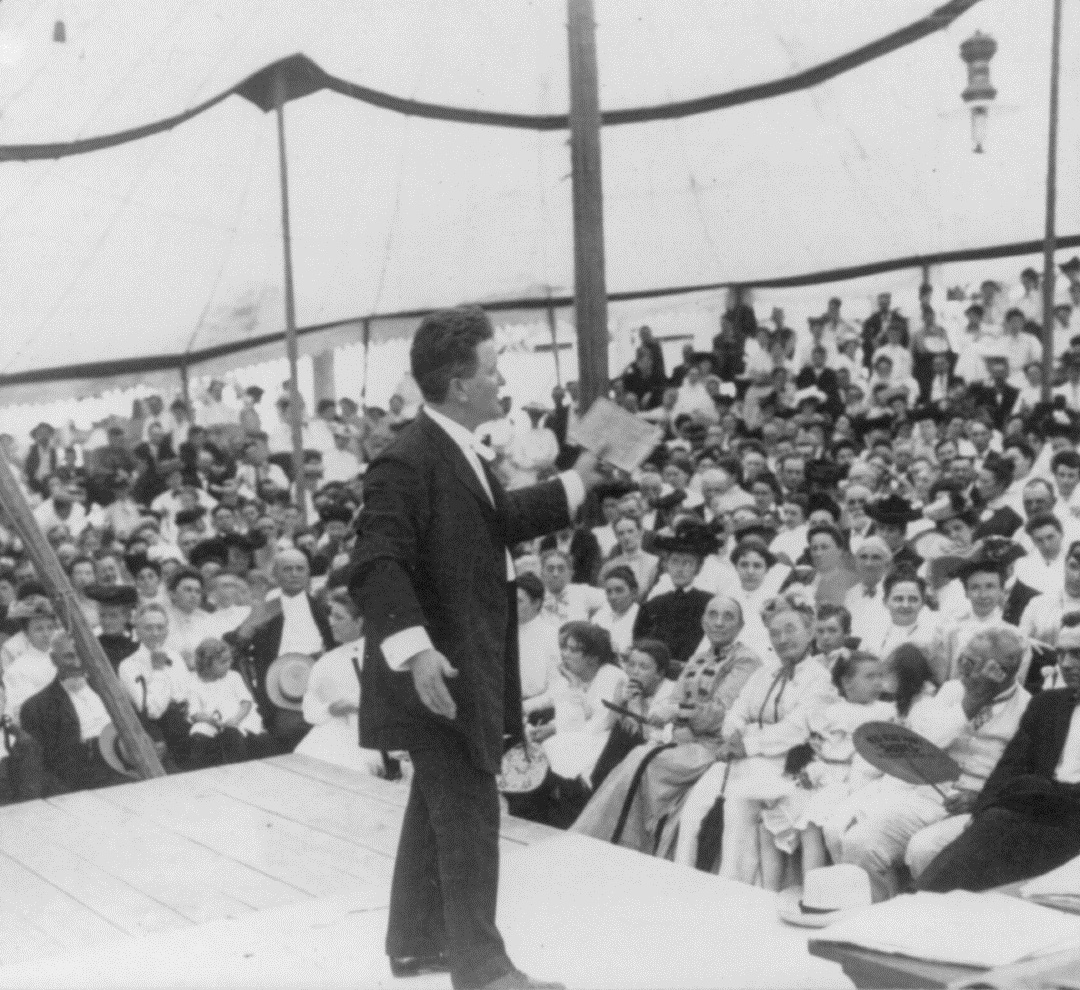
La Follette hablando a una gran asamblea Chautauqua en Decatur, Illinois en 1905

Al asumir el cargo, La Follette exigió una ambiciosa agenda reformista, con sus dos máximas prioridades siendo la organización de elecciones primarias y una reforma del sistema de impuestos de Wisconsin. La Follette había querido trabajar con los conservadores del partido, pero los conservadores rompieron con él La Follette vetó un proyecto de ley que solo habría provisto elecciones primarias para elecciones locales, mientras que el Senado estatal votó censurar al gobernador cuando este criticó a la legislatura por no votar sobre su ley de impuestos. Conservadores del partido intentaron evitar su renominación en 1902, pero los enérgicos partidarios de La Follette se hicieron con el control de la convención estatal e implementó una agenda progresista. En las elecciones de 1902, La Follette derrotó el demócrata David Stuart Rose, alcalde de Milwaukee.
Después de las elecciones de 1902, la legislatura estatal promulgó las primarias directas y la ley de reforma de impuestos de La Follette. La nueva ley de impuestos, que requería que los ferrocarriles pagaran impuestos basados en la propiedad en lugar de en los beneficios, casi dobló los ingresos impositivos obtenidos de los ferrocarriles. La Follette entonces se concentró en regular las tasas de las compañías ferroviarias, pero las compañías impidieron la aprobación de su ley en 1903. Durante este periodo, La Follette se convenció de que hacía falta un impuesto sobre la renta para disminuir la elusión fiscal por los ricos.
Tras el aplazamiento de la legislatura, La Follette empezó a hacer discursos ante asambleas Chautauqua, reuniones de educación adulta muy populares en el Medio Oeste. El movimiento de La Follette hacia el progresismo le apartó de los líderes del partido hasta que, en 1904, había dos convenciones estatales del partido republicano. En 1904, La Follette ganó la reelección con 51 por ciento de los votos.
Durante la campaña de 1904, La Follette juró que no renunciaría durante su mandato, pero después de ganar la reelección intentó asegurar su elección al Senado de los Estados Unidos. La Follette fue elegido senador por la legislatura estatal el 24 de enero de 1905. La Follette continuó sirviendo como gobernador hasta diciembre de 1905, cuando declaró que renunciaría. Por todo de 1905, La Follette continuó impulsando sus políticas progresistas, incluyendo la regulación de tarifas de mercancías ferroviarias.

## Senador

### La administración Roosevelt

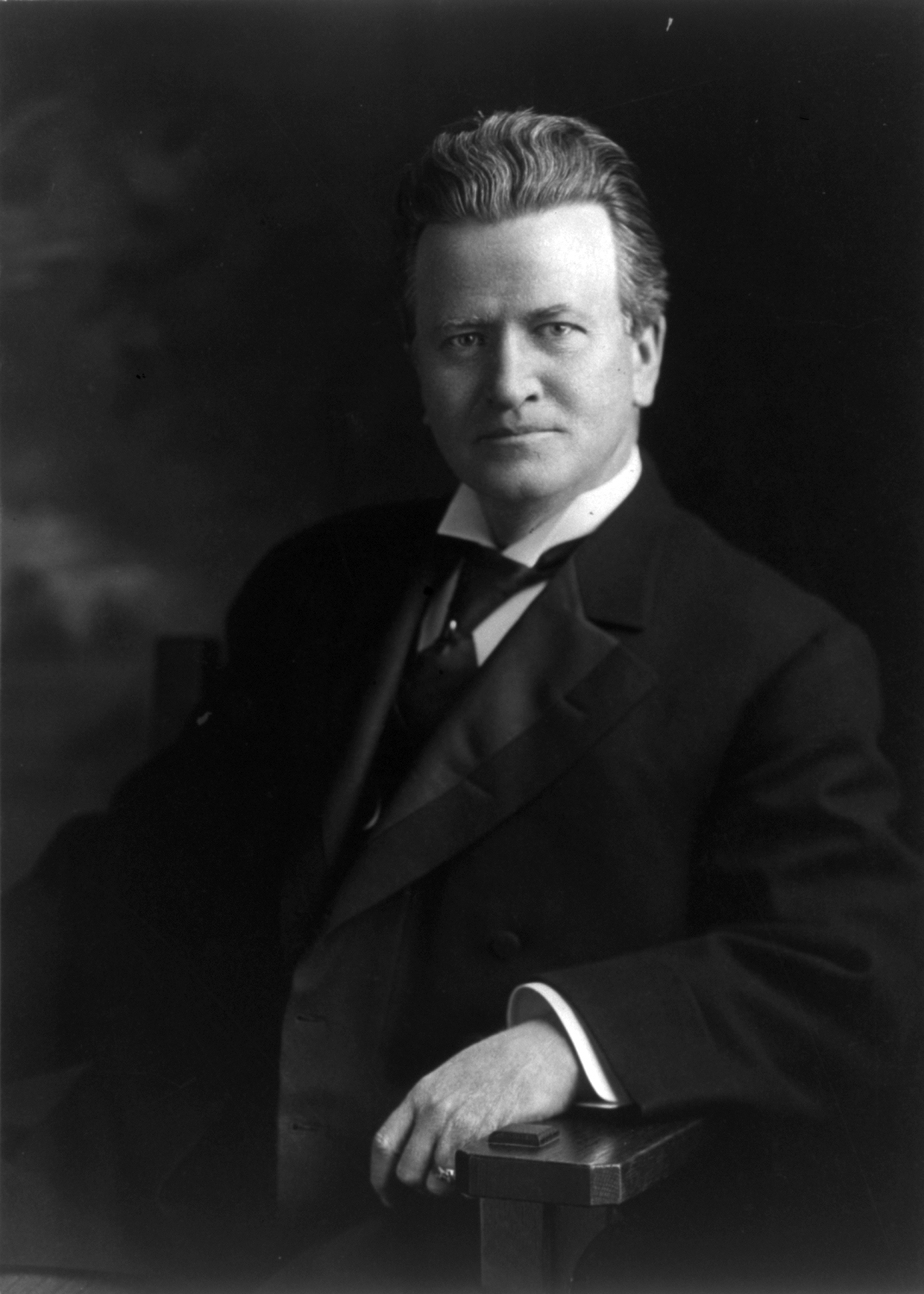
La Follette en 1908

Inmediatamente, La Follette surgió como líder progresista en el Senado. Se concentró en una ley de regulación ferroviaria. Entonces empezó a hacer campaña por todo el país, apoyando la elección de senadores progresistas. Líderes conservadores detestaban a La Follette, y le asignaban a tareas y comités insignificantes para debilitar su influencia. Pero La Follette encontró maneras de atacar a las compañías monopolísticas del carbón, e insistió en una expansión de los poderes de regulación ferroviaria de la Comisión Interestatal de Comercio.
Con ayuda de periodistas, La Follette dirigió la aprobación de la Ley de Horas Ferroviarias de 1907, la cual prohibió que trabajadores ferroviarios trabajaran más de dieciséis horas. Después del Pánico de 1907, La Follette se opuso enérgicamente a la Ley Aldrich–Vreeland, que habría autorizado la emisión de 500 millones de dólares de moneda respaldada por bonos. Alegó que el "Trust de Dinero", un grupo de 97 grandes corporaciones, maquinó el pánico para destruir competidores y obligar al gobierno a sostener a sus negocios. La Follette no logró evitar la aprobación de la ley, pero su discurso de 19 horas fue el más largo jamás pronunciado en el Senado hasta ese momento.
Comenzando con las elecciones presidenciales de 1908, La Follette repetidamente buscó el cargo de presidente. La Follette había esperado que el apoyo de periodistas influyentes como William Randolph Hearst convenciera a líderes republicanos a nombrarlo candidato, pero no logró establecer una base de apoyo fuera de Wisconsin. A principios de 1909, La Follette inauguró La Follette's Weekly Magazine, la que rápidamente llegó a 30,000 lectores.

### La administración Taft
Durante el gobierno Taft, junto con Jonathan P. Dolliver, La Follette encabezó una facción progresista de los republicanos en el Senado que chocó con otros republicanos sobre la reducción de aranceles.  Además, los progresistas iniciaron proponiendo la Decimosexta Enmienda a la Constitución, la cual permitiría que el gobierno federal impusiera un impuesto sobre la renta.
La reelección de La Follette en 1911 fortaleció su posición como líder de los progresistas del Partido Republicano.  En enero de 1911, en colaboración con periodistas y oficiales públicos, La Follette estableció la Liga Nacional Republicana Progresista, una organización dedicada a la aprobación de leyes progresistas como las elecciones primarias, la elección directa de senadores, y referendos. La Follette había esperado que la liga formara una base de apoyo para competir contra Taft para la nominación republicana en 1912. La Liga ganó el apoyo de 9 senadores, 16 congresistas, 4 gobernadores, y otros individuos conocidos, pero le faltó el apoyo del expresidente Theodore Roosevelt, quien criticó la organización como demasiado radical.
Para mediados de 1911, la mayoría de progresistas creían que la batalla para la nominación republicana 1912 sería entre La Follette y Taft, pero La Follette temía que Roosevelt entrara en la carrera. Roosevelt anunció su candidatura a la nominación republicana en 1912, pero La Follette rechazó la petición de unos líderes progresistas de que renunciara y apoyase a Roosevelt. En febrero de 1912, La Follette pronunció un discurso desastroso después de enterarse de que su hija iba a someterse a cirugía. Algunos de sus oponentes lo acusaron de haberse vuelto loco, y muchos progresistas cambiaron su apoyo a Roosevelt. Sin embargo, La Follette siguió haciendo campaña.
En las primarias republicanas de 1912, La Follette solo ganó Wisconsin y Dakota del Norte. Eventualmente, La Follette se mantuvo neutral durante la carrera entre Taft, el nominado republicano, Roosevelt, y el candidato demócrata Woodrow Wilson, quien ganó las elecciones de 1912. El comportamiento de La Follette durante su campaña perjudicó su posición como líder de los republicanos progresistas en el Senado, porque muchos progresistas creían que el rechazo de La Follette a trabajar con Roosevelt había perjudicado a la causa progresista.

### La administración Wilson
La Follette había esperado trabajar estrechamente con la administración de Wilson, pero Wilson confiaba en demócratas para aprobar legislación. Sin embargo, La Follette fue el único republicano en apoyar la Ley de Ingresos de 1913, la que redujo los aranceles y impuso un impuesto federal sobre la renta. La Follette, quien quería usar la ley como un método de redistribución de la riqueza, influyó la ley por exigir un recargo sobre los que ganaban más de 100.000 de dólares al año. En 1915, La Follette aseguró la aprobación de la Ley de Marineros, que permitió que marineros dejaran sus trabajos en cualquier puerto donde se descargase el cargamento; la ley también requería que barcos de pasajeros llevaran botes salvavidas.
Para 1916, asuntos extranjeros habían surgido como los asuntos primarios en el país, y La Follete se oponía enérgicamente a las intervenciones estadounidenses en América Latina.
Después del estallido de la Primera Guerra Mundial en 1914, La Follette elogió a Wilson por mantener la neutralidad de los Estados Unidos, pero rompió con el presidente cuando este persiguió políticas favorables a los Aliados. Theodore Roosevelt lo llamó «mofeta a la que se debe ahorcar» cuando se opuso a que se instalase armamento en los buques mercantes estadounidenses.
La Follette se opuso a la entrada de los Estados Unidos en la Primera Guerra Mundial. El día del voto sobre la declaración de guerra, La Follette dijo ante el Senado: «Manténgase firmes contra la guerra, y el futuro les honrará. El homicidio colectivo no puede establecer los derechos humanos. La entrada de nuestro país en esta guerra europea sería una traición a la humanidad.» La Follette se enfrentó criticismo inmediato.  Después de la declaración de guerra, La Follette se opuso a muchas políticas de la administración, incluyendo la Ley del Servicio Selectivo de 1917 y la Ley de Espionaje de 1917. 
Después del estallido de la Revolución rusa en 1917, La Follette apoyó a los bolcheviques, que creía estaban «luchando por establecer una democracia industrial». Denunció la intervención aliada en la Guerra Civil Rusa en 1919. Durante el Primer temor rojo, La Follette denunció las Redadas Palmer contra izquierdistas acusados, intentó conseguir la derogación de la Ley de Espionaje, y propuso la amnistía para prisioneros políticos como Eugene V. Debs. Junto con una coalición heterogénea de progresistas y conservadores, La Follette ayudó a impedir que los Estados Unidos ratificaran el Tratado de Versalles. La Follette creía que la Sociedad de las Naciones, un componente vital del Tratado, existiría principalmente para proteger los intereses financieros predominantes de los Estados Unidos y los Aliados.

### La administración Harding
La Follette mantuvo su influencia en Wisconsin. Nacionalmente, sin embargo, el Partido Republicano había adoptado el conservadurismo, y La Follette fue criticado como un bolchevique cuando exigió la derogación de la Ley Esch-Cummins. Tras las elecciones presidenciales de 1920, La Follette se unió al "bloque agrario" de congresistas que buscaban préstamos federales para fincas, una reducción de aranceles y otras políticas de ayuda a los granjeros. Se resistió a los recortes tributarios propuestos por el Secretario del Tesoro Andrew Mellon, y la oposición de La Follette ayudó a impedir que el Congreso recortara los impuestos al nivel propuesto por Mellon.
En las elecciones de 1922, muchos aliados conservadores del presidente Harding fueron derrotados, dejando a La Follette y a sus aliados a cargo del equilibrio de poder. Después de que la Corte Suprema invalidase una ley sobre trabajo infantil, La Follette se volvió más crítico hacia la Corte, y propuso una enmienda para permitir que el Congreso reaprobara cualquiera ley declarada no constitucional. La Follette también inició investigaciones sobre la administración Harding, y sus esfuerzos ayudaron a descubrir el Escándalo del Teapot Dome. 
En 1920-21, La Follette prosiguió su vigorosa denuncia del imperialismo y el militarismo. Se opuso a la Sociedad de Naciones, y apoyó el autogobierno para Irlanda, India, Egipto, y la retirada de intereses extranjeros de China.

## Campaña presidencial de 1924

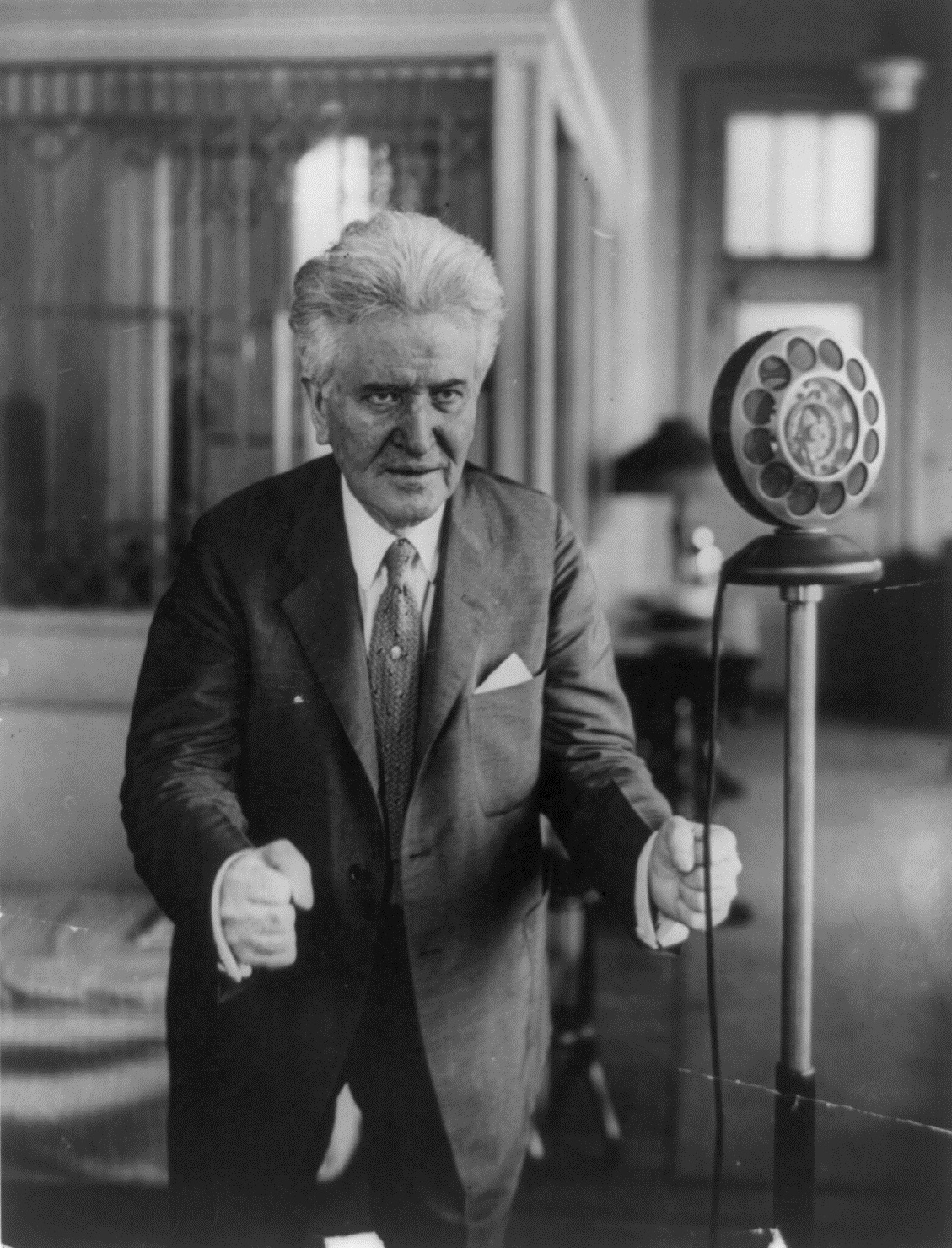
La Follette hablando por radio poco antes de su muerte.

Para 1924, los conservadores controlaban ambos partidos. En 1923, La Follette había empezado a planificar una campaña para la presidencia. A principios de 1924, un grupo de sindicatos, socialistas, y organizaciones agrarias, inspirados por el éxito del Partido Laborista del Reino Unido, establecieron la Conferencia la para Acción política progresista (CPPA) como una organización paraguas de grupos izquierdistas. A principios de 1924, La Follette había rechazado el apoyo de los comunistas pero cambió de opinión después de visitar la Unión Soviética en 1923, cuando vio el efecto que el comunismo estaba teniendo sobre los derechos civiles.
Un día antes de la convención de la CPPA, el 3 de julio de 1924, La Follette anunció su candidatura en las elecciones presidenciales de 1924, diciendo que «romper el poder combinado del sistema de monopolios privados sobre la vida política y económica del pueblo estadounidense es el único asunto fundamental». La convención de la CPPA, dominada por los partidarios de La Follette, le dio su apoyo para la presidencia. La convención nombró al senador Burton K. Wheeler de Montana su compañero de papeleta. A instancias de La Follette, la CPPA no estableció un partido formal ni presentó candidatos para otras carreras. La Follette apareció en la papeleta electoral de cada estado salvo Luisiana.
Después de la convención, el Partido Socialista de América, a instancias de Eugene V. Debs, apoyó la candidatura de La Follette. La Federación Estadounidense del Trabajo y varios sindicatos más también apoyaron a La Follette. Otros influyentes partidarios de La Follette incluían a Margaret Sanger, W. E. B. Du Bois y Thorstein Veblen. La Sociedad Steuben, un grupo de germano-estadounidenses formado por seis millones de personas, también apoyó a La Follette.

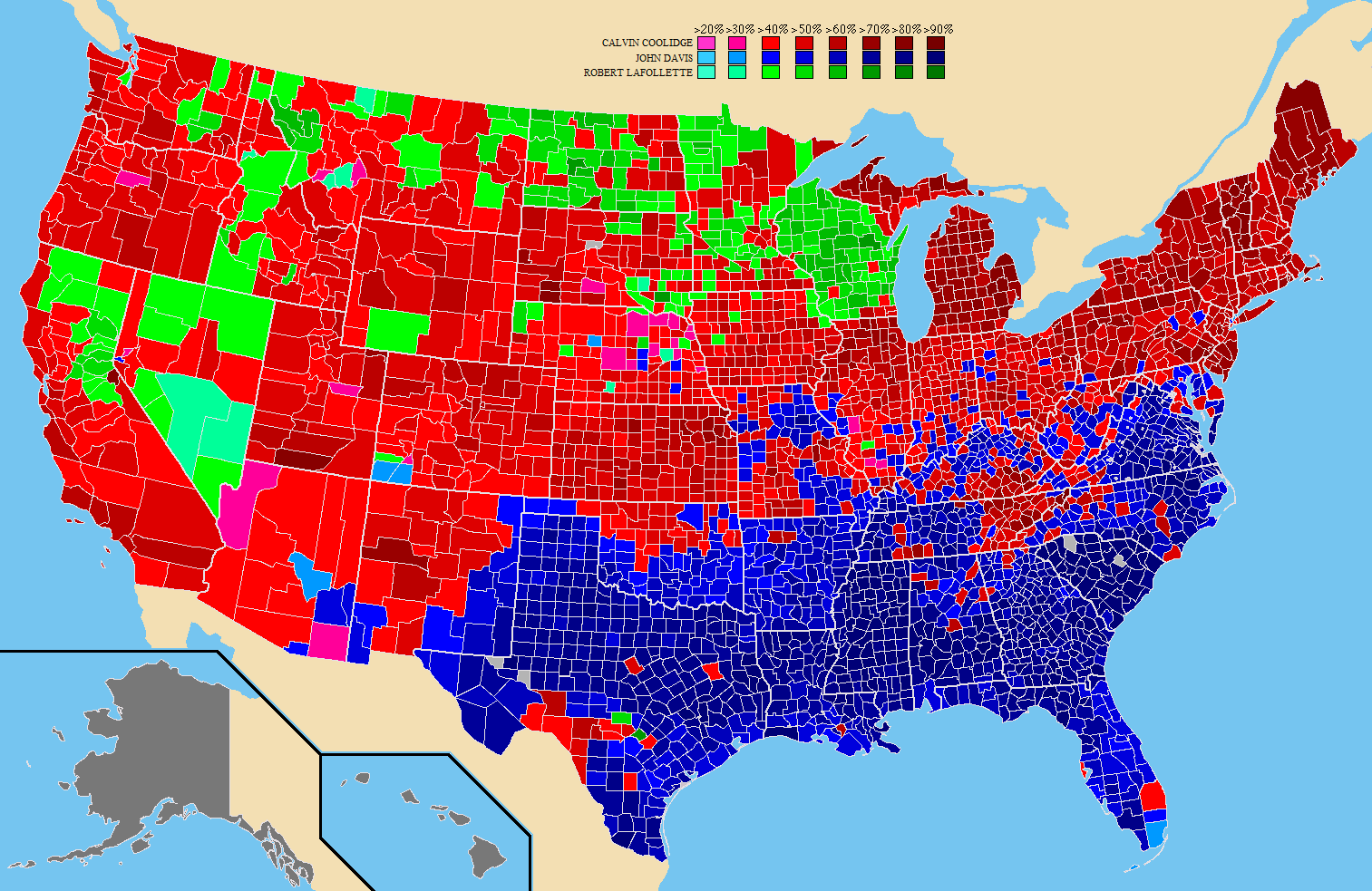
Resultados de las elecciones presidenciales de 1924. Los condados ganados por La Follette aparecen en verde.

La Follette basó su plataforma en muchos asuntos sobre los que ya llevaba años haciendo campaña. Exigió la propiedad gubernamental de los ferrocarriles y las compañías eléctricas, crédito barato para granjeros, la prohibición del trabajo infantil, más derechos favorables a los sindicatos, más protección de derechos civiles, un fin del imperialismo estadounidense en América Latina, y que se hiciera un referéndum antes de una declaración de guerra. Los varios grupos que apoyaban a La Follette estaban bastante enfrentados entre sí, y su campaña no estaba tan bien financiada como la de los otros candidatos. Empresarios que percibían a La Follette como un presagio de la lucha de clases se movilizaron contra su candidatura. Republicanos hicieron campaña con el lema de "Coolidge o caos". Sin demasiado temor a una victoria demócrata, el Partido Republicano se concentró en atacar a  La Follette.
Finalmente, La Follette ganó con un 16,6 por ciento de los sufragios, y Coolidge se hizo con la presidencia. La Follette ganó los votos electorales de su estado natal de Wisconsin. Recibió los más votos de votantes rurales y votantes de la clase obrera en áreas urbanas. Una gran parte de su apoyo provino de miembros del Partido Socialista. La CPPA se disolvió poco después de las elecciones.

## Muerte y Legado

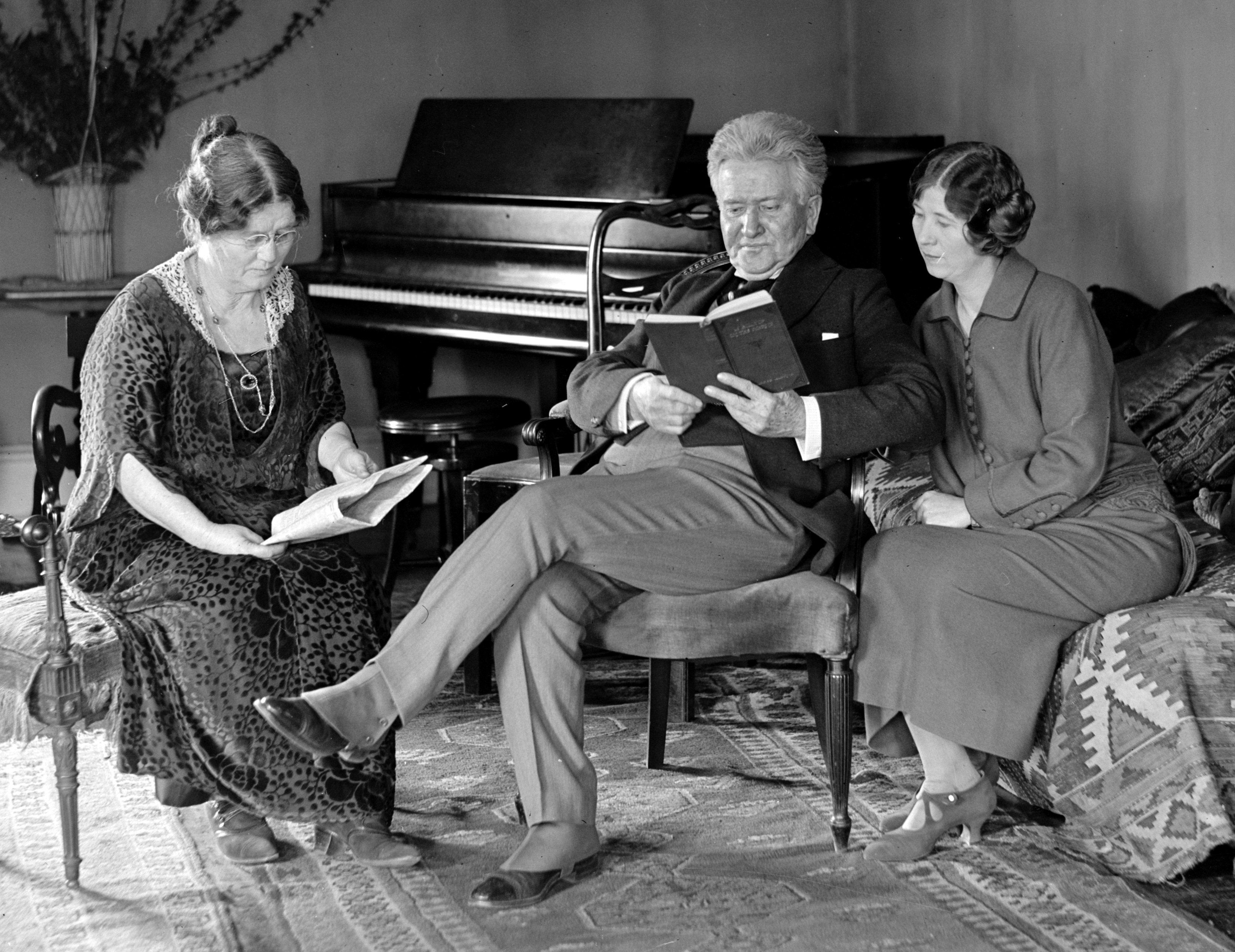
La Follette con su esposa y su hija en febrero de 1924.

La Follette murió a causa de una enfermedad cardiovascular en Washington D. C. el 18 de junio de 1925. Fue enterrado en el Cementerio Forest Hill en Madison, Wisconsin.
Tras su muerte, la esposa de La Follette siguió siendo una persona influyente, y sus hijos iniciaron carreras en la política. Para los 1930, los La Follette habían formado el Partido Progresista de Wisconsin, que por un corto periodo de tiempo se convirtió en el poder predominante de la política estatal. Su hijo menor fue elegido gobernador de Wisconsin, y su hijo mayor sucedió a su padre como senador. La hija de La Follette, Fola, fue una sufragista y sindicalista influyente. Un nieto, Bronson La Follette, sirvió durante varios mandatos como fiscal general de Wisconsin. En 1957, un Comité Senatorial eligió a LA Follette como uno de los cinco mejores senadores de la historia de los Estados Unidos, y una encuesta de historiadores de 1982 colocó a La Follette en primer lugar (empatado con Henry Clay) en una lista de los diez mejores senadores de la historia de los Estados Unidos En 1998, el historiador John D. Buenker describió a La Follette como «la figura más celebrada de la historia de Wisconsin».